# Benjamin-François de La Douespe du Fougerais
Pour les articles homonymes, voir Ladouespe.
Benjamin François de La Douëpe du Fougerais (9 décembre 1766 - Bordeaux ✝ 2 septembre 1821 - Paris), est un homme politique français du XIXe siècle.

## Biographie
Benjamin François de La Douëpe du Fougerais est le fils du chevalier Daniel François de La Douespe du Fougerais, fusillé à Angers pour avoir favorisé les entreprises des Vendéens, et de Julie Nairac
Il exerça sous le Premier Empire les fonctions de directeur général adjoint de la caisse d'amortissement.
Ladouespe Dufougerais avait hérité de son père les terres de Sainte-Florence et du Fougerais en Vendée. Le 4 mai 1811, il devint député de ce département au Corps législatif. Il entra également au conseil du ministre des manufactures et du commerce.
Rallié sans effort à la Restauration, il fut élu député à la Chambre par le collège du département de la Vendée le 22 août 1815 (1815-1818) il fit partie de la majorité royaliste. Réélu encore le 4 octobre 1816, il ne cessa d'opinier avec le côté droit.
Il fut rapporteur de la loi transitoire du budget (session de 1816 à 1817), et fit à propos des finances un pompeux éloge de la Chambre de 1815. Il fut aussi rapporteur du projet de loi sur la traite des noirs.
Chevalier de l'Empire le 3 juillet 1813, il reçut le 16 juin 1818, du gouvernement royal, le titre de baron.

### Vie familiale
Fils aîné du chevalier de La Douëpe du Fougerais et de Julie Nairac (née le 10 mai 1741 - Bordeaux), Benjamin François épousa Louise Jeanne Veytard (13 août 1773 - Lille ✝ 13 mars 1851 - Paris) ; fille de François Joseph Veytard (26 novembre 1727 - Gannat ✝ 2 août 1815 - Paris), gouverneur et greffier en chef de l'Hôtel de ville de Paris, et de Julie Wilmot. Une des sœurs de Louise épousa le plus jeune des frères de Benjamin François. Ensemble, ils eurent :
- Edouard François (14 décembre 1793 - Yerres ✝ 14 décembre 1871 - château de la Rançonnerie, Le Pertre), baron de La Douespe du Fougerais, Sous-préfet de Vitré (Ille-et-Vilaine), marié avec Marie Renée Desprès (9 décembre 1794 - Le Pertre ✝ 2 mars 1833 - Le Pertre) ; fille de Jean François Desprès (17 novembre 1745 - Le Pertre ✝ 16 décembre 1814 - Le Pertre), sieur de la Poignardière, maire du Pertre. D'un deuxième mariage, le 2 septembre 1841, avec Blandine de Girard de Châteauvieux (1804 ✝ 1901), il eut une fille :
  - Louise (22 avril 1818 - Vitré (Ille-et-Vilaine) ✝ 16 janvier 1904 - Le Pertre), sans alliance  ;
  - Emile Marie Joseph (15 mai 1819 - Vitré (Ille-et-Vilaine) ✝ 24 janvier 1893 - Bourges), Prêtre jésuite, directeur du collège du Mans  ;
  - Henri Marie Alfred (13 septembre 1820 - Vitré (Ille-et-Vilaine) ✝ 8 janvier 1886 - Paris), Prêtre (monsignore), camérier secret du pape, directeur général des œuvres de la Sainte Enfance ;
  - Marie Pauline (17 mars 1830 - Mayenne (commune) ✝ 19 juillet 1917 - Rennes), mariée le 25 août 1852 (château de la Rançonnerie, Le Pertre) avec Henri de Sallier-Dupin (16 janvier 1823 - Nantes ✝23 septembre 1904 - château de la Rançonnerie, Le Pertre), Officier saint-cyrien, dont postérité ;
  - Elisabeth, religieuse de la Visitation ;
- Joséphine Emmeline Rose (9 octobre 1795 - Yerres ✝ 1er août 1854 - Chatou), mariée avec Félix Hurel (29 novembre 1790 - Pointe-à-Pitre ✝ 1er janvier 1871 - Paris), Inspecteur général des Ponts et Chaussées, sans postérité  ;
- Augustine Elisabeth (22 juillet 1798 - Yerres ✝ 21 novembre 1841 - Paris), en religion ;
- Coralie Pauline Félicia (22 septembre 1801 - Yerres ✝ 19 août 1861 - Paris), religieuse de la Visitation ;
- Alfred Xavier (24 octobre 1804 - Yerres ✝ 23 août 1874 - Le Mans), avocat à la Cour de Paris, député de la Vendée conservateur légitimiste, marié le 4 mars 1845 avec Octavie Laillault-de-Wacquant (1816 - Barr (Bas-Rhin) ✝ 22 août 1891 - La Loretière), sans postérité ;
- Léon (21 mars 1806 - Yerres ✝ 8 mars 1884 - Nantes), Officier durant la campagne d'Afrique, chevalier de la Légion d'honneur, marié avec Marie-Antoinette Petit (1816 ✝ 23 mars 1884 - Nantes), dont :
  - Marie Julie Augustine Louise (22 juin 1839 - Tours ✝ 4 novembre 1865 - Saintes), mariée le 2 juillet 1861 avec Henri Arnault de Guenyveau (5 janvier 1831 ✝ 1905 - Paris), Avocat général, dont un fils ;
  - Emmanuelline (dite Emmeline) (17 avril 1840 - Tours ✝ 30 juin 1914 - Nantes), en religion ;
- Alphonse (1er octobre 1808 ✝ 1813).

## Fonctions
- Directeur général adjoint de la caisse d'amortissement (Premier Empire) ;
- Membre du conseil du ministre des manufactures et du commerce
- Député de la Vendée au Corps législatif (4 mai 1811 – 1814) ;
- Député de la Vendée à la Chambre des députés (22 août 1815 - 1818) :
  - Rapporteur de la loi transitoire du budget (1816-1817) ;
  - Rapporteur du projet de loi sur la traite des noirs.

## Titres
- Chevalier de l'Empire (3 juillet 1813) ;
- Baron Dufougerais (16 juin 1818).

## Distinctions
- Ordre de la Réunion :
  - Chevalier de l'Ordre de la Réunion (3 juillet 1813).

## Règlement d'armoiries
« Armes des La Douëpe du Fougerais sous l'Ancien Régime : De gueules, à quatre clous d'argent, appointés en sautoir. »

« Armes de Chevalier de l'Empire : D'azur, au croissant d'argent, surmonté d'une étoile du même, et soutenu de cinq besants, 3 et 2 d'or, à l'orle du même ; bordure d'azur du tiers de l'écu chargée du signe des chevaliers de l'Ordre impérial de la Réunion, au deuxième point en chef. »